# ワン・ネイション
ワン・ネイション(英語: One Nation)は、オーストラリアの極右政党。党首はポーリン・ハンソン。現在、上院に2議席を持つ。

## 概要
元自由党所属の下院議員ポーリン・ハンソンによって1997年4月11日に設立された。1998年6月のクイーンズランド州議会選挙では約22％の票を得て11議席を獲得し、州議会第3党に躍り出た。その後ニューサウスウェールズ州や西オーストラリア州の議会でも議席を得たが、やがて徐々に支持を減らし、2009年のクイーンズランド州議会選挙では唯一の議席を失った。2016年7月2日に行われた連邦議会選挙では、上院クイーンズランド州選挙区で9%の票を得て４議席を獲得し、国政に復帰した。

## 思想・方針
- アボリジニが白人より優遇されている事を逆差別だと指摘、全ての住民に英語教育の義務化、アジアからの移民（特に中国系）の制限を主張している。
- 経済政策の面では安値の外国製品が入って来る事を拒否、グローバリゼーションにも反対している。
- 近反イスラームの立場を鮮明化しており、ムスリム移民の排斥を訴えている。
- 外交では台湾の権利を支持、中国共産党を脅威と見做し、親台反中を明確にしている。
- 立憲君主制の存続を主張していおり、近年では自由党に接近している。